# Лях, Иван Афанасьевич
Иван Афанасьевич Лях (род. 10 июля 1929) — советский государственный деятель, председатель исполкома Днепропетровского городского совета. Депутат Верховного Совета УССР 9-10-го созывов.

## Биография
С 1946 г. — ученик ремесленного училища, учащийся индустриального техникума. Служил в Советской армии.
Член КПСС с 1953 года.
С 1954 г. — секретарь комитета комсомола школы фабрично-заводского обучения, заведующий отделом Красногвардейского районного комитета ЛКСМУ города Днепропетровска, секретарь комитета ЛКСМУ строительного треста № 17 города Днепропетровска.
Образование высшее. Окончил Днепропетровский инженерно-строительный институт.
С 1959 г. — мастер, прораб строительного треста № 17 города Днепропетровска, инструктор Днепропетровского городского комитета КПУ, инструктор Днепропетровского областного комитета КПУ, начальник отдела Главприднепростроя, заместитель управляющего трестом «Днепргорстрой» города Днепропетровска.
В 1967—1974 г. — 2-й, 1-й секретарь Кировского районного комитета КПУ города Днепропетровска.
В 1974—1981 г. — председатель исполнительного комитета Днепропетровского городского совета народных депутатов.
В 1981—1991 г. — 1-й заместитель председателя Государственного Комитета Совета Министров Украинской ССР по охране природы, главный государственный инспектор Украинской ССР по охране природы.
Потом — на пенсии в городе Киеве.

## Награды
- ордена
- медали